# Hoplitis nasoincisa
Hoplitis nasoincisa là một loài Hymenoptera trong họ Megachilidae. Loài này được Ferton mô tả khoa học năm 1914.